# 高金鏗
高金鏗（西班牙語：Ignacio Gregorio Larrañaga Lasa，1892年10月4日—1975年2月18日），是天主教西班牙國籍主教及方濟嘉布遣會會士。曾任平涼教區主教 (1930年-1975年)。

## 生平
1892年10月4日，高金鏗出生在西班牙納華拉潘普洛納的一個市鎮。1902年，他9歲時加入方濟嘉布遣會。1919年4月19日，高金鏗在26歲時晉鐸，並被派遣到中國傳教。
1930年1月25日，聖座成立平涼宗座監牧區，並於同年4月29日，任命高金鏗出任平涼宗座監牧。1949年10月1日，中國共產黨在中國大陸地區建立中華人民共和國，並開始針對天主教進行宗教迫害及打壓。
1950年6月25日，時任教宗庇護十二世將平涼宗座監牧區升格為平涼教區，高金鏗獲任命為首任教區正權主教。同年10月1日，主教祝聖禮儀由聖座駐華公使黎培里總主教主禮，海門教區主教朱開敏和上海教區主教龔品梅襄禮。但是，高金鏗主教上任不久，便與其他外國傳教士先後被中國政府驅逐出境。
高金鏗曾參與1962年至1965年間舉行的梵蒂岡第二屆大公會議。1975年2月18日，高金鏗主教在西班牙巴斯克自治區吉普斯夸省豐特拉維亞去世，享年82歲。